# Лога, Поль
Серж-Поль Лога (фр. Serge-Paul Loga, род. 14 августа 1969, Дуала) — камерунский футболист, игравший на позиции полузащитника.

## Карьера
5 июля 1987 года Лога дебютировал за национальную сборную Камеруна в матче отбора на Кубок африканских наций против Судана. Принял участие на Всеафриканских играх 1987 года и сыграл в матче за третье место, в котором национальная команда уступила Малави (1:3).
В составе сборной был участником чемпионату мира 1994 года в США, однако на поле не выходил. Во время чемпионата был игроком местного клуба «Превоянс Яунде», за который играл с 1986 года.
Всего в течение карьеры в национальной команде, длившейся 8 лет, провёл в её форме 16 матчей, забив 2 гола.